# Mickey Marcus
David Daniel "Mickey" Marcus (22 de fevereiro de 1901 - 10 de junho de 1948) foi um coronel do Exército dos Estados Unidos, mais tarde o primeiro general do moderno Estado de Israel, que foi o principal arquiteto das políticas de assuntos civis da Segunda Guerra Mundial das forças armadas dos EUA, incluindo a organização dos julgamentos de crimes de guerra na Alemanha e no Japão.
Ele ajudou Israel durante a Guerra Árabe-Israelense de 1948, um dos bem conhecidos soldados israelenses Machal, tornando-se o primeiro general moderno de Israel (hebraico: Aluf). Ele foi morto por fogo amigo. Ele foi retratado por Kirk Douglas no filme de Hollywood de 1966, Cast a Giant Shadow, que se concentrou em seu papel na guerra israelense baseado no livro de mesmo nome.

## Vida pregressa
Os pais judeus de Marcus, Mordechai Marcus e Leah Marcus (née Goldstein), vieram de Iaşi, na Romênia. Nascido na Hester Street, no Lower East Side de Manhattan, Marcus era brilhante e atlético. Ele frequentou a Boys' High School, no Brooklyn, e foi então aceito em West Point em 1920 e se formou com a turma de 1924. Depois de completar seu requisito de serviço ativo, ele frequentou a Faculdade de Direito do Brooklyn. Ele passou a maior parte da década de 1930 como procurador assistente dos Estados Unidos em Nova York, processando gângsteres como Lucky Luciano. Em 1940, o prefeito Fiorello La Guardia nomeou Marcus o Comissário do Departamento de Correção de Nova York para a cidade de Nova York.

## Segunda Guerra Mundial
Depois de deixar o serviço ativo, Marcus continuou seu serviço militar no Corpo de Reserva Organizado. Em 1939, ele se juntou ao Corpo Geral de Magistratura, e tornou-se Juiz-Advogado de sua unidade da Guarda Nacional do Exército, a 27ª Divisão de Infantaria, que foi federalizada em 1940. Embora como oficial legal, ele não deveria comandar tropas, ele conseguiu um comando de unidade durante as Manobras de Louisiana de 1941.
Após o ataque japonês a Pearl Harbor, a 27ª Divisão foi enviada ao Havaí. Lá, Marcus organizou e comandou um Centro de Treinamento de Selva (depois renomeado Escola de Treinamento de Combate Ranger), para fornecer treinamento de tropas em métodos de defesa desarmada para combater as táticas de infiltração japonesas. Mas em vez de um comando de campanha, Marcus foi enviado para Washington em 1943. Ele foi designado para a Divisão de Assuntos Civis, como chefe de planejamento para governos de ocupação em territórios libertados do Eixo. Ele acompanhou delegações americanas às conferências no Cairo, Teerã, Yalta e Potsdam, e ajudou a redigir os termos de rendição de 1943 para a Itália.
Em maio de 1944, Marcus foi enviado ao Reino Unido para tratar de assuntos civis. Ele então trocou a oportunidade de ser um colega de classe do General Maxwell D. Taylor em West Point para saltar de paraquedas na Normandia no Dia D com a primeira vaga da 101ª Divisão Aerotransportada de Taylor, apesar de não ter treinamento de paraquedista. Ele assumiu o comando informal de alguns dos paraquedistas dispersos e esteve em combate por uma semana. Ele foi então enviado de volta para os Estados Unidos.
Após o VE Day em 1945, o General Lucius D. Clay pediu que Marcus servisse em seu estado-maior na ocupação da Alemanha. Marcus estava encarregado de prover os milhões de pessoas deslocadas na Alemanha. Clay exigiu que todos os seus subordinados visitassem o campo de concentração de Dachau. Marcus ficou chocado com seus horrores; embora não anteriormente um sionista, ele começou a pensar de forma diferente sobre um Estado judeu.
Em 1946, foi nomeado chefe da Divisão de Crimes de Guerra do Exército em Washington, planejando procedimentos legais e de segurança para os julgamentos de Nuremberg e o Tribunal de Crimes de Guerra de Tóquio. Ele participou dos julgamentos de Nuremberg, certificando-se de que os crimes nazistas fossem completamente documentados. Após os julgamentos, ele foi promovido a general-de-brigada, mas optou por retornar à vida civil e à advocacia.
Em reconhecimento ao seu serviço na "negociação e redação do Instrumento de Rendição Italiana, o Instrumento de Rendição Incondicional da Alemanha, e a máquina internacional a ser usada para o controle da Alemanha após sua derrota total", ele foi premiado com a Medalha de Serviços Distintos. Em 1946, foi nomeado Comendador Honorário da Ordem do Império Britânico, "em reconhecimento ao distinto serviço prestado... em cooperação com as forças armadas britânicas durante a guerra". Ele também foi premiado com a Estrela de Bronze e outras condecorações.

## Carreira militar israelense

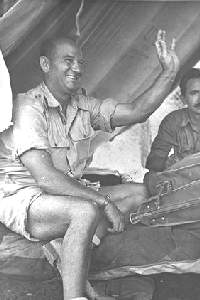
Coronel dos EUA Mickey Marcus em 1948, o primeiro general israelense moderno (Aluf).

Em 1947, David Ben-Gurion pediu a Marcus que recrutasse um oficial americano para servir como conselheiro militar do nascente exército israelense, o Haganah. Ele não conseguiu recrutar ninguém adequado, então Marcus se ofereceu. Em 1948, o Estabelecimento Militar Nacional informalmente concordou com o empreendimento de Marcus, desde que ele disfarçasse seu nome e posição para evitar problemas com as autoridades britânicas na Mandato da Palestina.
Sob o nom de guerre "Michael Stone", ele chegou à Palestina em janeiro de 1948. Nessa época, exércitos árabes cercavam o futuro Estado de Israel.
Ele projetou uma estrutura de comando e controle para o Haganah, adaptando sua experiência no Exército dos EUA às suas necessidades especiais. Ele identificou os pontos mais fracos de Israel no sul do Negev e na área de Jerusalém.
Marcus foi nomeado Aluf ("general") e recebeu o comando da frente de Jerusalém em 28 de maio de 1948. Como nenhuma patente havia sido concedida ao alto comando israelense naquela época, ele se tornou o primeiro general do exército da nova nação (veja Forças de Defesa de Israel). Aluf era então equivalente a general de brigada, mas desde 1967, Aluf é equivalente a major-general (Portugal) e general-de-divisão (Brasil).
Ele participou do planejamento das Operações Bin Nun Bet e Yoram contra o forte de Latrun, mantido pela Legião Árabe, que bloqueava a estrada de Tel Aviv a Jerusalém, que estava sitiada. Ambos os ataques falharam, mas Marcus então construiu a "Estrada da Birmânia para Jerusalém" - uma estrada sinuosa improvisada através de terreno montanhoso difícil, apelidada após a rota de abastecimento da Segunda Guerra Mundial para a China. Sua "Estrada da Birmânia" foi aberta para veículos em 10 de junho, furando o cerco de Jerusalém, um dia antes de um cessar-fogo das Nações Unidas entrar em vigor.

## Morte

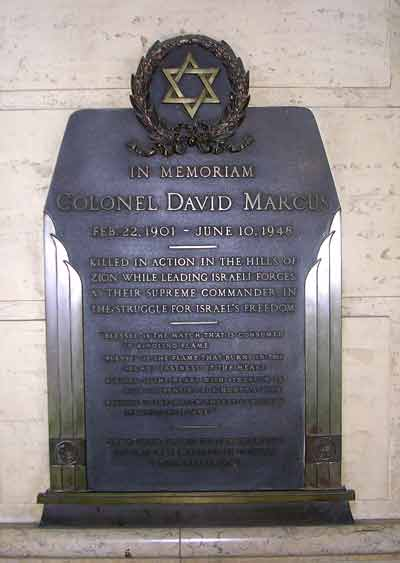
Placa memorial para o Coronel David Marcus no Templo da União do Brooklyn.

Poucas horas antes do cessar-fogo, Marcus voltou ao seu quartel-general da Frente Central. Ele e seus comandantes foram alojados nos aposentos dos monges do abandonado Monastère Notre Dame de la Nouvelle Alliance em Abu Ghosh. Pouco antes das 4:00h, um sentinela, Eliezer Linski, de dezoito anos, e veterano de um ano do Palmach, desafiou Marcus, a quem ele via apenas como uma figura de branco.
Quando Marcus não respondeu com a senha, Linski disparou para o ar e o homem correu em direção ao mosteiro. Ele atirou no homem, assim como um ou mais combatentes em um posto de sentinela próximo. Marcus foi encontrado morto, enrolado em um cobertor branco. Marcus sabia muito pouco hebraico e respondeu em inglês, o que Linski não entendeu. Marcus não usava patente, embora os oficiais fossem reconhecidos por uma fita presa em seus uniformes. Quando o corpo de Marcus foi removido de Abu Ghosh, uma fita foi encontrada e colocada em seu caixão. Harry Levin escreveu que "descobrindo quem ele havia matado, o soldado tentou atirar em si mesmo, mas foi desarmado".
Seu corpo foi devolvido aos Estados Unidos para ser enterrado em West Point, acompanhado por Moshe Dayan e sua esposa Ruth Dayan, Yoseph Harel, e a esposa de seu ajudante de campo, Alex Broida. Seu enterro, com honras militares, contou com a presença do governador de Nova York Thomas Dewey, o ex-secretário do Tesouro Henry Morgenthau, e do General Maxwell Taylor, então superintendente da Academia Militar dos Estados Unidos em West Point.
Ben-Gurion suspeitou do relato inicial de que Marcus havia sido baleado acidentalmente. A Haganah era composta por várias facções cuja falta de consenso sobre estratégia e tática foi uma das razões para a nomeação de Marcus como comandante de Jerusalém, e Ben-Gurion suspeitava que elementos do Palmach pudessem ter conspirado para matar Marcus para que ele fosse substituído. No mesmo dia em que Marcus foi baleado, Ben-Gurion convocou Yaakov Shimshon Shapira — mais tarde procurador-geral de Israel — e pediu-lhe que investigasse o incidente. A investigação de Shapira foi superficial. Apesar de relatos conflitantes sobre o número de tiros disparados, quantos ferimentos Marcus sofreu, se o ferimento fatal poderia ter sido causado pelo fuzil de Linski e como e por que Marcus poderia estar fora do mosteiro, ele concluiu que Linski atirou em Marcus em cumprimento do dever. O relatório nunca foi divulgado; Kurzman relata que obteve acesso ao relatório nos arquivos Zahal "somente após a maior dificuldade".

## Legado
O túmulo de Marcus é o único no cemitério de West Point na Academia Militar dos Estados Unidos de um americano morto lutando sob a bandeira de outro país; ele ainda era elegível para o enterro lá porque ele era um graduado da academia que serviu com honra. Seu capacete de paraquedista e pistola Walther Model 9 são exibidos no museu de West Point. Sua lápide em West Point diz:
"Coronel David Marcus - um soldado para toda a humanidade".

Uma placa memorial em sua homenagem está localizada no saguão do Templo da União do Brooklyn, onde seu funeral foi realizado. Ela lê:

"Morto em ação nas colinas do Sião enquanto liderava as forças israelenses como seu comandante supremo na luta pela liberdade de Israel -
Abençoado é o fósforo que é consumido em chamas acesas
Abençoada é a chama que queima na firmeza secreta do coração
Abençoado é o coração com força para parar de bater por causa da honra
Abençoado é o fósforo que é consumido em chamas acesas
- Dedicado por seus companheiros do Templo da União do Brooklyn em 9 de dezembro de 1949."

Ben-Gurion escreveu para a esposa de Marcus, Emma, no Brooklyn: "Marcus foi o melhor homem que tivemos". Em 10 de maio de 1951, Ben-Gurion colocou uma coroa de flores no túmulo de Marcus, acompanhado por Emma Marcus. Em janeiro de 2015, o presidente de Israel, Reuven Rivlin, visitou a Academia Militar dos Estados Unidos em West Point e discursou no túmulo de Marcus:
"Para mim, ele foi o primeiro general das FDI em todos os sentidos da palavra. Ele tinha um senso de propósito e missão, no estabelecimento das Forças de Defesa de Israel, ele nos ensinou como agir como um exército em nossos primeiros dias e foi um dos maiores conselheiros militares de Ben-Gurion. Não há ninguém que ilustre melhor o forte vínculo entre Israel e os Estados Unidos."
O Kibutz Mishmar David e o bairro de Neve David em Tel Aviv, bem como inúmeras ruas, levam seu nome. Na cidade de Nova York, o Coronel David Marcus Memorial Playground (no Brooklyn, no lado norte da Avenue P entre East 4th Street e Ocean Parkway) também é nomeado em sua homenagem, assim como o cinema David Marcus na Jerome Avenue na Seção de Norwood do Bronx .40° 36′ 35″ N, 73° 58′ 11″ O

## Condecorações
Estados Unidos:
- Medalha de Serviços Distintos[1][8]
- Medalha Estrela de Bronze[8]
- Medalha do Serviço de Defesa Americano
- Medalha da Campanha Americana
- Medalha da Campanha Ásia-Pacífico
- Medalha de Campanha Europeu-Africano-Oriente Médio com estrela de campanha
- Medalha da Vitória da Segunda Guerra Mundial
- Medalha do Exército de Ocupação com fecho "Alemanha"

Reino Unido:
- Comendador, Ordem do Império Britânico (CBE)[1][8]